# Chicago-Jazz
Der Chicago-Jazz (in der einschlägigen Literatur fast immer als Chicago Jazz) stellt eine eigenständige Stilrichtung innerhalb der Entwicklung des Jazz dar. Er entwickelte sich aus einer ursprünglich durch den New-Orleans-Jazz geprägten Nachahmung des „schwarzen Jazz“ durch weiße Musiker. Der Chicago-Jazz sollte nicht mit dem Dixieland verwechselt werden.

## Entwicklung
Zu Beginn der 1920er Jahre waren viele schwarze Musiker aus New Orleans nach Chicago gekommen (unter anderem King Oliver, Jelly Roll Morton und Louis Armstrong). Damals gab es eine große Wanderungsbewegung von Afroamerikanern (Great Migration) Richtung Norden, wo das Arbeitsangebot in Industriestädten (→ Manufacturing Belt) groß war. Außerdem war 1910 Storyville, das damalige Vergnügungsviertel in New Orleans, per Dekret geschlossen worden.
Das Arbeitsangebot in Chicago war groß, und dort konnten auch schwarze Musiker arbeiten, was damals unüblich war.
Einige Schüler und Studenten aus der weißen Mittelschicht, die in der South Side Chicagos den New Orleans Jazz hörten, fingen an ihre schwarzen Vorbilder zu kopieren, wobei sie einen eigenen Stil entwickelten.

## Stilmerkmale
Der Chicago-Jazz ist geprägt von einer stärkeren Bedeutung der einzelnen Soloimprovisationen, im Gegensatz zur Kollektivimprovisation im frühen New-Orleans-Jazz, der zunehmenden Bedeutung des Saxophons und insbesondere von einer gewissen emotionalen Zurückhaltung beim Spiel. Zu Beginn der 1930er Jahre wurde der Stil von der aufkommenden Big-Band-Musik des Swing abgelöst.

## Besetzung
Das Saxophon gewann vor allem als Soloinstrument sehr an Bedeutung. Der Bass und die Gitarre lösten Tuba und Banjo ab. Außerdem wurde die 2. und 4. Zählzeit vor allem durch das Schlagzeug stärker betont.

## Interpreten
Bekannte Vertreter des Chicago-Jazz sind unter anderem Bix Beiderbecke, Jimmy McPartland, Frank Teschemacher, Bud Freeman, Gene Krupa, Frank Trumbauer, Frank Westphal, Red Nichols, Hoagy Carmichael, Adrian Rollini, Eddie Condon, Joe Venuti und der junge Benny Goodman.